# Шафии-Кадкани, Мохаммад-Реза
Мохаммад-Реза Шафии́-Кадкани́ (перс. محمدرضا شفیعی کدکنی‎, род. 12 октября 1939 года, Кадкан, Иран) — современный иранский поэт, переводчик, литературный критик, профессор Тегеранского университета. В народе известен под поэтическим псевдонимом М. Сарашк (перс. «слеза»).

## Биография
Мохаммад-Реза Шафии-Кадкани родился 12 октября 1939 года в городке Кадкан провинции Хорасан в семье исламского богослова. Начальное образование получил у собственного отца. Позже его наставниками были выдающиеся учёные-просветители Мохаммад-Таги Адиб Нишапури, под руководством которого освоил арабский язык и литературу, аятолла Шейх Хашем Казвини и аятолла Милани, у которого будущий поэт учился вместе с нынешним Высшим руководителем Ирана аятоллой Сейедом Али Хосейни Хаменеи.
В разное время преподавателями Шафии-Кадкани были знаменитые филологи Бади‘ аз-Заман Фурузанфар (1904—1970 гг.), блестящий эксперт по творчеству Джалаладдина Руми, Мухаммад Муин, автор многотомного толкового словаря персидского языка («Словарь Муина») и один из составителей на сегодняшний день наиболее полного толкового словаря персидского языка — «Словаря Деххода», Парвиз Натель Ханлари (1914—1990 гг.), создатель и главный редактор легендарного иранского литературного журнала «Сохан».
Шафии-Кадкани окончил факультет иранской филологии Мешхедского университета им. Фирдоуси со степенью бакалавра. В Тегеранском университете защитил диссертацию на соискание ученой степени доктора филологических наук по специальности «Персидская литература». С 1969 года по настоящее время преподаёт в Тегеранском университете.

## Творчество
Ещё юношей Шафии-Кадкани начал писать стихи. Сперва он работал в традиционных поэтических жанрах, затем увлёкся новой поэзией Ирана, основоположником которой считается Нима Юшидж, и полюбил свободный стих. Слава пришла к нему после выхода в свет в 1971 году поэтического сборника «В закоулках садов Нишапура».
Перу профессора Шафии-Кадкани принадлежит множество литературоведческих работ, посвящённых как классической, так и современной персидской поэзии. Его исследования по теории стиха стали университетскими учебниками, на которых воспитывается новое поколение иранских филологов. Он редактор-составитель сборников произведений великих поэтов прошлого и автор вступительных статей к ним. Значительную часть своей жизни поэт посвятил изучению суфийской литературы и анализу произведений Аттара, Ансари, Санаи и других мистиков.
Неизменная социальная направленность стихотворений, сердечная привязанность к корням, родной культуре (в частности, традиционному укладу жизни хорасанцев, их обычаям) сделали Мохаммада-Резу Шафии-Кадкани одним из самых почитаемых в Иране поэтов.

## Сборники стихов
- «Напевы» (1965 г.)
- «Ночные чтения» (1965 г.)
- «О языке листьев» (1968 г.)
- «Запах вод Мулиана» (1977 г.)
- «Как быть и как слагать стихи» (1977 г.)
- «Словно дерево в дождливую ночь» (1977 г.)
- «Второе тысячелетие горной газели» (1988 г.).